# Johannes Kleinpaul
Johannes Kleinpaul (* 10. Mai 1870 in Meißen; † 26. Januar 1944 in Dresden), Pseudonym Piccolo, war ein deutscher Historiker, Journalist und Zeitungswissenschaftler. Seine kommunikationshistorischen Werke konzentrieren sich auf die frühe Neuzeit des Buchdruck- und Pressewesens. Er verfasste insbesondere landeskundliche und regionalhistorische Schriften zu Ostfriesland und Sachsen.

## Leben
Er wurde als erstes Kind des königlich-sächsischen Oberstabsarztes I. Klasse Daniel Hermann Heinrich Kleinpaul und dessen Ehefrau Gertrud geborene Körner geboren. Er besuchte die vorbereitenden Unterrichtsanstalten zu Rochlitz, Meißen und Niesky bei Görlitz, danach von 1885 bis 1889 die Fürsten- und Landesschule St. Afra bei Meißen. Er wechselte auf das neu gegründete Königliche Gymnasium zu Schneeberg. An Ostern 1892 gehörte er zu den ersten Abiturienten der Schule.
Von Ostern 1892 bis Ostern 1893 leistete er beim 1. (Leib-)Grenadierregiment Nr. 100 in Dresden seinen Militärdienst ab. Er begann im Sommersemester 1893 ein Studium an der Universität Leipzig, das er im Juli 1896 abschloss. Zunächst schrieb er sich für Linguistik und Romanistik ein, bevor er zu Geschichte und Philosophie wechselte. Er hörte insbesondere bei dem Historiker Karl Lamprecht, der großen Einfluss auf ihn hatte. Dieser wurde sein Doktorvater. 1897 wurde Kleinpaul mit einer Arbeit zur mittelalterlichen Geschichte zum Dr. phil. promoviert (Das Typische in der Personenschilderung der deutschen Historiker des X. Jahrhunderts). Durch den Musikwissenschaftler Hermann Kretzschmar kam Kleinpaul auch zur Mitgliedschaft im Riedel-Verein, einem Chor und Gesangverein für geistliche Musik.
Er wurde Journalist. „Sein Feld war die populäre landeskundliche und kulturgeschichtliche Skizze, die Zeitungsplauderei oder, wie er selbst es in einem Buchtitel nannte, die ,Historiette‘. In diesem Genre, in dem er guten Journalismus bot und durchaus mehr war als eine bloße Plaudertasche, hat er Hunderte von Beiträgen veröffentlicht“, fasste sein Biograph Martin Tielke zusammen.
Als Zeitungsjournalist arbeitete Kleinpaul in Frankfurt an der Oder (Herausgeber/Redakteur Frankfurter Lokal-Anzeiger), Dresden, Leipzig, Frankfurt am Main, Goslar und als Schriftleiter der Ostfriesischen Zeitung in Emden (10. Mai 1904 bis 31. März 1909). Hier begann seine besondere Bedeutung für die Popularisierung ostfriesischer Kultur und Geschichte, die über die Region hinausreichte. Das regionale Tourismusmarketing machte sich Kleinpauls publikumswirksame Plaudereien zu Nutze; so verlegte der Verein zur Förderung des Fremdenverkehrs in Emden etwa Kleinpauls Ein Gang durch Alt-Emden als Werbeschrift. Dies war ein Teilvorabdruck einer größeren Sammlung, die als Buch Wanderungen in Ostfriesland in Berlin erschien.
Er wurde 1916 als Assistent an die Universität Leipzig berufen, um bei der Gründung des ersten deutschen Instituts für Zeitungswissenschaft mitzuwirken. Sein Ziel war die Habilitation, also der Erwerb der Lehrbefähigung (venia legendi), um ordentlicher Professor zu werden. Er erforschte die Fuggerzeitungen, die in der Wiener Hofbibliothek erhalten sind. Seine Habilitationsschrift erhielt zwar eine Auszeichnung, wurde jedoch von der Fakultät nicht angenommen. Sie erschien dennoch 1922 im Druck, und Kleinpaul verließ die Universität nicht, sondern blieb bis zur Pensionierung Oberassistent.
In der Zeit des Nationalsozialismus verfasste er vorrangig historische Forschungen zum mittelalterlichen und frühneuzeitlichen Buch-, Buchdruck- und Pressewesen, um Konflikten mit dem Regime aus dem Weg zu gehen.

## Nachlass
- Ein Teil-Nachlass wird im Deutschen Literatur-Archiv in Marbach am Neckar aufbewahrt.[3]
- Einen kleinen Teil-Nachlass verwaltet das Institut für Zeitungsforschung in Dortmund.[4]

## Werke (Auswahl)

### Bücher / Selbstständige Werke
- 1897. Das Typische in der Personenschilderung der deutschen Historiker des X. Jahrhunderts. Ein Beitrag zu einer Charakteristik der Personenschilderung dieses Jahrhunderts überhaupt. Dissertation zur Erlangung der Doktorwürde, Universität Leipzig. Druck von Edmund Eichhorn 1897. SCFeiS803a3-llpM-qJjXyK69glX3m2vk76LGMAmSQSEICt09JckKPMap77BL4xkVP84UQx7LOZGZjB5PP2FAmjBwG91uBQZcRtm-ok25QpDKmYslp39ZV1C -kS1GQFGsTSJFydKmsIrRoKpjZ r9CY88SOknRYSMNT1gDx-x7sQjVe-UtVxVES5pWxM1 uQLMh-G4ZkABnbXPU-T3pmlcguOmxmmA82oIiVadWGTzyxz3MvRooES8Q87XAhHASxyONx-nPzSFgckhN8U11xY Digitalisat Google Books, Volltext
- 1897. Offizieller Katalog der Sächsisch-Thüringischen Industrie- und Gewerbe-Ausstellung zu Leipzig 1897. G. L. Daube & Co., Leipzig 1897. Im Auftrage des geschäftsführenden Ausschusses bearbeitet von Dr. Johannes Kleinpaul. Digitalisat SLUB Dresden
- 1901. (Hrsg.) Führer durch die Internationale Kunstausstellung Dresden 1901. Arnold, Dresden-Blasewitz 1901.
- 1904. Ferdinand Cortez und die Eroberung von Mexiko. Für Jugend und Volk geschildert, Leipzig 1904 (2. Aufl. 1910) Ferdinand Cortez und die Eroberung/a1kzAQAAIAAJ?hl=de&gbpv=1&bsq=inauthor:%22Johannes+Kleinpaul%22&dq=inauthor:%22Johannes+Kleinpaul%22&printsec=frontcover Google Books
- 1909. Wanderungen in Ostfriesland. Berlin 1909. Neuauflage: Schuster, Leer 1987. ISBN 978-3-7963-0248-0 in Ostfriesland.html?id=95B2AAAACAAJ&redir esc=y Google Books Inhaltsverzeichnis Digitalisat DNB
- 1909. Ein Gang durch Alt-Emden, Emden 1909 [Vorabdruck aus Wanderungen in Ostfriesland, Berlin 1909] (Reprint Leer 1987) 1913 Leipzig. Velhagen & Klasings Volksbücher Nr.  93. Bielefeld 1913 Google Books
- 1909. Die Leipziger Universität : zur Fünfhundertjahrfeier. Berlin: Scherl 1909.
- 1918 Unser täglich Brot. Kulturhistorische Bilder aus guter alter Zeit, Mönchengladbach 1918 Inhaltsverzeichnis Digitalisat DNB
- 1919. Wie wir uns kleiden. Kulturgeschichtliche Bilder aus alter und neuer Zeit. Mönchengladbach 1919. Google Books
- 1921. Das deutsche Dorf. Rückblicke in die Vergangenheit unserer Heimat und unsres Volkes, Mönchengladbach 1921 deutsche Dorf/hs1DAQAAMAAJ?hl=de&gbpv=1&bsq=inauthor:%22Johannes+Kleinpaul%22&dq=inauthor:%22Johannes+Kleinpaul%22&printsec=frontcover Google Books
- 1921. Die Fuggerzeitungen 1568–1605. Abhandlungen aus dem Institut für Zeitungskunde an der Universität Leipzig. Bd. I, Heft 4. Verlag von Emmanuel Reinicke, Leipzig 1921. [Habilitationsschrift, nicht angenommen] [Digitalisat Internet Archive.org] [Reprint Wiesbaden 1972]
- 1922. Anno dazumal. Vergessene sächsische Anekdoten und Historietten, Leipzig 1922 Digitalisat Inhaltsverzeichnis, DNB
- 1922. Journalistenpraxis, Mönchengladbach Google Books Inhaltsverzeichnis Digitalisat DNB
- 1925. Behagliches und Unbehagliches aus der guten alten Zeit, Mönchengladbach 1925 [Inhaltsverzeichnis Digitalisat DNB] https://d-nb.info/575515295/04
- 1928. Die vornehmsten Korrespondenten der deutschen Fürsten im 15. und 16. Jahrhundert, Leipzig 1928
- 1928. (Hrsg.) Die ältesten sächsischen Zeitungen : Faksimiledrucke nach den alten Originalen. Mit einer Einführung von Johannes Kleinpaul. Herausgegeben vom Verein Sächsischer Zeitungsverleger und dem Institut für Zeitungskunde an der Universität Leipzig. Grimma 1928 1928 Zeitungskunde (Buchgewerbliches Wissen, 15), Leipzig: J. Mäser 1928 Inhaltsverzeichnis Digitalisat DNB
- 1930. Das Nachrichtenwesen der deutschen Fürsten im 16. und 17. Jahrhundert. Ein Beitrag zur Geschichte der Geschriebenen Zeitung, Leipzig 1930 Digitalisat DNB Inhaltsverzeichnis
- 1931. Vom Fichtenstamm zum Zeitungsblatt. Was war ehedem Zeitung? Ein Blick in die Werkstatt des Rostocker Anzeigers, Rostock 1931
- 1933. Zeitungsgeschichtliche Schätze in Stettiner Bibliotheken, Grimma/Saale 1933

### Artikel (Auswahl)

#### Publizistik / Zeitungswissenschaft
- 1921. Ulmer Zeitungsschreiber im Anfang des 17. Jahrhunderts. Zeitungsgeschichtliche Mitteilungen 1921
- 1922. Merkwürdige Zeitungsgründungen. Germania [Tageszeitung, Berlin] 12.10.1922.
- o. J. Was sich Weltblätter leisten können. Journalistische Husarenstückchen. Chemnitzer Tageblatt. o. J.
- 1924. Schiller und Goethe als Zeitungsschreiber. Stuttgarter Neues Tagblatt. Jg. 81, Nr. 442, 11. Oktober 1924, S. 7–8 Unterhaltungsblatt
- 1928. Was war ehedem Zeitung ? . Börsenblatt für den deutschen Buchhandel
- 1929. Pasquille und andere Jeux d‘esprit. Börsenblatt für den deutschen Buchhandel
- 1929. Zeitungsschreiber von ehedem. Börsenblatt für den deutschen Buchhandel
- 1930. Deutsches Post- und Zeitungswesen in fünf Jahrhunderten. Börsenblatt für den deutschen Buchhandel
- 1930. Buch und Zeitung. Börsenblatt für den deutschen Buchhandel
- 1935. Wo blieb Luthers Bibliothekj? . Börsenblatt für den deutschen Buchhandel
- 1935. 450 Jahre Fabersche Buchdruckerei.Börsenblatt für den deutschen Buchhandel
- 1936. Was ein Journal-Lesezirkel vor hundert Jahren enthielt. Börsenblatt für den deutschen Buchhandel
- 1937. Buchdruck-Jubiläumsfeiern vor 200 Jahren. Börsenblatt für den deutschen Buchhandel
- 1937. Ein Leipziger Lesekabinett und Zeitungsmuseum. Börsenblatt für den deutschen Buchhandel
- 1939. Leipzigs Buchhändler werden Zeitungsverleger. Börsenblatt für den deutschen Buchhandel
- 1939. Die ersten Buchdrucker Nürnbergs. Börsenblatt für den deutschen Buchhandel
- 1941. Der Mohrenthalische Bücher- und Disputation-Laden in Dresden. Börsenblatt für den deutschen Buchhandel

#### Diverse Kulturgeschichtliche Themen
- 1916. Schweden-Erinnerungen auf deutschem Boden. Tägliche Rundschau Nr. 282, Beilage, 4.
- 1918. Das flüssige Brot: Kulturgeschichtliche Studie, Rheinisch-Westfälische Zeitung Nr. 796, 17. November 1918
- 1928. Meister Hämmerlein. In: Pilsner Tagblatt. Jahrgang 29, Nr. 312, vom 12. November 1928, S. 2 Digitalisat ANNOä

#### Ostfriesland
- 1908. Die Norder Teelkammer, in: Hannoverland, 1908, S. 266
- 1908. Die schöne Portalwand zur Gruft der einstigen ostfriesischen Fürsten, in: Hannoverland 1908, S. 239
- 1908. Merkwürdige ostfriesische Pastoreien, in: Hannoverland, 1908, S. 87–88
- 1910. Emden. Ein deutsches Städtebild, in: Westermanns Monatshefte 55, 1910/11, S. 388–400
- 1910. Hausmarken und Handmale in Niedersachsen und Ostfriesland, in: Hannoverland, 1910, S. 30–31
- 1910. Heilige Wege in Ostfriesland, in: Hannoverland 1910, S. 223–225
- 1910. Reminiszenzen an den Herzog Alba in Emden, in: Hannoverland, 1910, S. 147–148
- 1913. Wird Emden Kriegshafen?, in: Ostfriesische Zeitung. Jubiläumsausgabe 19.2.1912
- 1919. Ein Gang durchs alte Emden, in: Norddeutsche Monatshefte 5, 1919, S. 137–155

#### Sachsen
- 1902. Das neuzeitliche Kunstgewerbe in Sachsen. Kunstgewerbeblatt 1902
- 1903. Die Dresdner Ausstellungen 1903: Deutsche Städte-Ausstellung. Sächsische Kunst-Ausstellung. Kunstgewerbeblatt 1903
- 1904. Das neue Treppenhaus im Albertinum in Dresden. Die Kunst für alle Heft 16, 15. Mai 1904, S. 377–381 fct role normdata%3A%28%22http%3A%2F%2Fd-nb.info%2Fgnd%2F116230754 1 affiliate fct involved%22%29&isThumbnailFiltered=false&rows=20&offset=0&viewType=list&hitNumber=11 Digitalisat
- 1912. Der Leipziger Hauptbahnhof. Der Industriebau 1912, S. 153.
- 1916 Kriegerisches aus der Geschichte unserer Elbe. Leipziger Tageblatt Nr. 281, S. 16.
- 1917. Birkenhänschen. Kulturgeschichtliche Studie, insbesondere über das Schulwesen im mittelalterlichen Dresden. Dresdner Volkszeitung 23. April 1917 Beilage Leben Wissen Kunst
- 1917. Die Nahrungsmittelversorgung im mittelalterlichen Dresden. Dresdner Volkszeitung 2./3. Oktober 1917. Beilage Leben Wissen Kunst.
- 1917. Dresdens Fleischversorgung in früherer Zeit.  Dresdner Volkszeitung 26. Februar 1917, S. 7.
- 1917. Vom Lachsfang im Stromgebiet der Elbe. Dresdner Volkszeitung 29. Mai 1917, S. 6.
- 1917. Umzugsfreuden und -leiden aus früherer Zeit.  Leipziger Tageblatt Nr. 165, S. 13.